# Gare de Grasse
Gare de Grasse – stacja kolejowa w Grasse, w departamencie Alpy Nadmorskie, w regionie Prowansja-Alpy-Lazurowe Wybrzeże, we Francji.
Została otwarta w 1863 przez Compagnie des chemins de fer de Paris à Lyon et à la Méditerranée (PLM), zamknięta w 1938 roku i ponownie otwarta w 2005. Jest stacja należącą do Société nationale des chemins de fer français (SNCF) obsługiwaną przez pociągi TER Provence-Alpes-Côte d’Azur kursujące do Ventimiglia, poprzez Cannes i Niceę.